# Хашбаатарын Цагаанбаатар
Хашба́атарын Цагаанба́атар (монг. Хашбаатарын Цагаанбаатар; род. 19 марта 1984, Баруунтуруун, Увс) — монгольский самбист и дзюдоист.

## Спортивная карьера
На Олимпиаде 2004 года завоевал бронзовую медаль, 16-ю олимпийскую медаль Монголии за 40-летнюю историю участия страны в олимпийском движении.
17 августа 2004 года Указом президента Монголии Нацагийна Багабанди бронзовому призёру афинских Олимпийских игр Х. Цагаанбатару присвоено звание Заслуженного спортсмена страны. Тогда же он был награждён правительственной денежной премией в размере 40 млн тугриков и премией в 5 млн тугриков от компании «Монфреш». Национальный олимпийский комитет Монголии наградил его 3000 долларами США.
На чемпионате мира по дзюдо, который прошёл в голландском городе Роттердам 26-30 августа 2009 года Х. Цагаанбаатар завоевал золотую медаль в весовой категории до 66 кг.
2 сентября 2009 года указом президента Монголии Элбэгдоржа Цагаанбаатару было присвоено звание Героя труда.
Представлял страну на летних Олимпийских играх 2012 года в Лондоне — в первом поединке победил тайваньского дзюдоиста Ду Кайвэня, но затем потерпел поражение от британца Колина Оутса.
Х. Цагаанбатар — единственный в Монголии спортсмен, обладающий чемпионскими титулами Азиатских Игр, турнира «Большой шлем», Кубка мира и чемпионата Азии.
Также известен как самбист, чемпион (2005, 2009), серебряный (2013) и бронзовый (2003) призёр чемпионатов мира по самбо.